# Cognición implícita
El término cognición implícita se refiere a la influencia de factores como el conocimiento, percepción o memoria sobre el comportamiento de una persona, particularmente cuando esta no tiene conciencia alguna de tales influencias.

## Resumen
La cognición implícita incluye todo lo que uno aprende y hace de manera subconsciente o inconsciente. Un ejemplo de este fenómeno es la habilidad de andar en bicicleta: cuando una persona aprende por primera vez, está plenamente consciente de cada movimiento que hace y de cada habilidad que adquiere. Pero después de hacerlo por mucho tiempo, incluso después de dejar la bicicleta por muchos años, al tomar de nuevo la bicicleta no necesita aprender esas habilidades otra vez, sino que su conocimiento implícito toma el control y pueden conducirla como si nunca hubieran dejado de hacerlo. En otras palabras, no necesitan pensar sobre las acciones específicas necesarias para andar en bicicleta. Este ejemplo ilustra el hecho de que la cognición implícita está relacionada con muchas de las actividades mentales y situaciones cotidianas en la vida. Hay muchos procesos en los que se utiliza la memoria implícita, incluso el aprendizaje, la cognición social y la resolución de problemas.

## Historia
La cognición implícita fue mencionada por primera vez en el año 1649 en su tratado Las Pasiones del Alma. Él dice haber descubierto que las experiencias desagradables experimentadas en la niñez permanecen en el cerebro del niño, aún hasta su muerte, sin un registro consciente de su permanencia. A pesar de que esta idea nunca fue aceptada por ninguno de sus pares, en 1704 Gottfried Wilhelm Leibniz, en su libro Nuevos ensayos sobre el entendimiento humano, resaltó la importancia de las percepciones inconscientes, las cuales describió como ideas de las que no estamos conscientes y sin embargo influyen en el comportamiento. Él propuso que las personas tienen efectos residuales de sus impresiones previas, aún sin conservar el recuerdo de esas impresiones. En 1802 el filósofo francés Maine de Biran, con su libro Influencia del hábito sobre la facultad de pensar, fue el primero después de Leibniz en discutir sistemáticamente la memoria implícita, afirmando que tras suficientes repeticiones, un hábito puede volverse automático, es decir: realizado automáticamente sin conocimiento consciente. En 1870, Ewald Hering dijo que era esencial considerar la memoria inconsciente, involucrada en la rememoración involuntaria y el desarrollo de acciones habituales automáticas e inconscientes.

## Aprendizaje Implícito
El aprendizaje implícito comienza en la primera infancia. Por ejemplo, los niños aprenden a hablar varios años antes de aprender formalmente la gramática y reglas del diálogo. Esto es posible por medio del aprendizaje y asociación implícitos. El aprendizaje de la lengua materna se produce al escuchar el habla de los adultos en sus conversaciones cotidianas.

### Estudios sobre el aprendizaje implícito
Se realizó un estudio con pacientes que sufrían amnesia y no tenían la capacidad de aprender una lista de palabras o imágenes. Sin embargo, se descubrió que tenían mayor éxito al completar o unir palabras fragmentadas e imágenes incompletas. Una posible explicación de este fenómeno es que la memoria implícita fuera menos susceptible al daño cerebral que la memoria explícita. Se registró el caso de un hombre de 54 años que tenía daño bitemporal y dificultad para recordar acontecimientos y nombres, famosos o de su vida personal; Aun así, su desempeño estuvo dentro de los límites normales al realizar tareas de completar nombres famosos y evaluar caras de famosos.
Un estudio famoso investigó el efecto de la visión ciega, en individuos que habían sufrido daño en una mitad de la corteza visual, y eran ciegos en el lado opuesto del campo visual. Cuando se mostraban objetos o imágenes a estas áreas ciegas, los participantes decían no poder ver el dicho objeto. Pero al pedírseles adivinar si el estímulo era "cruz" o "círculo", se registró un porcentaje de aciertos significativamente superior a lo esperable por probabilidad. La hipótesis es que la información fue procesada por las primeras etapas del ciclo de percepción (selección, organización e interpretación), sólo para fallar en la última etapa de retención y memoria, en que la imagen entra al pensamiento consciente. De este modo, el estímulo podía entrar en la memoria implícita aun cuando los pacientes fueran incapaces de percibirlo conscientemente.

## Relaciones sociales implícitas
La cognición implícita también cumple un rol social. Las personas tienden a juzgar a los objetos e individuos que ven más frecuentemente como invitantes o aceptables. Un ejemplo es el efecto de la fama falsa. Graff y Masson (1993) realizaron un estudio en el que mostraban a los participantes una lista de nombres famosos y no famosos. Al principio las personas recordaban más a menudo los nombres famosos, pero tras 24 horas empezaron a asociar los nombres no famosos a gente famosa.
La cognición implícita afecta también la manera en que las personas se ven unas a otras, así como sus interacciones. Con frecuencia, la gente clasifica subconscientemente en el mismo grupo a personas que se parecen entre sí.